# František Adam Míča
František Adam Jan de Paula Ritter von Míča, noto anche con i cognomi Mitza, Mitscha e Mischa (Jaroměřice nad Rokytnou, 11 gennaio 1746 – Vienna, 19 marzo 1811), è stato un compositore ceco.

## Biografia
Nacque in una famiglia di musicisti, nipote del compositore e maestro di cappella František Václav Míča. Con il padre Karl si trasferì sin dall'infanzia a Vienna, presso la Corte imperiale. Studiò giurisprudenza ed ebbe incarichi di segretario a corte e presso il luogotenente di Graz. In seguito fu funzionario imperial-regio a Bruck an der Mur, Cracovia, Sandomierz, Kielce, Leopoli e in Bucovina. L'apice della sua carriera burocratica fu il posto di presidente territoriale di Leopoli. In seguito all'invasione dell'esercito polacco fu imprigionato a Lublino. Nel 1788 rassegnò le dimissioni per motivi di salute.

## Composizioni
Nonostante la sua attività di compositore fosse esercitata a livelli poco più che amatoriali, suscitò l'interesse di Wolfgang Amadeus Mozart, che apprezzò altamente le sue composizioni. Nelle sue sinfonie e nella musica da camera si riconosce il gioioso ottimismo dello spirito mozartiano.

### Opere teatrali e vocali
- Bernardon, die Gouvernante - opera - 1761
- Adrast und Isidore, oder die Nachtmusik - opera - 1781
- Davidův padesátý žalm - oratorio - postuma 1813
- Studentská kasace - serenata

### Opere orchestrali
- 27 sinfonie
- 4 concerti per violino
- 50 danze
- Concertina notturna

### Musica da camera
- 8 quartetti per archi
- 6 quartetti per flauto e archi
- 6 notturni per archi e corni
- 4 sonate per arpa
- Composizioni per strumenti vari